# Rej
|  | Aquest article tracta sobre la població. Vegeu-ne altres significats a «Rej (riu)». |

Rej - Реж (rus) - és una ciutat de l'óblast de Sverdlovsk, a Rússia. Es troba a la riba dreta del riu Rej, afluent del Nitsa. És a 78 km al nord-est de Iekaterinburg i a 1.464 km a l'est de Moscou.